# 三輪野江村
三輪野江村（みわのえむら）は、埼玉県北葛飾郡にあった村。

## 地理
- 河川: 江戸川

## 沿革
- 1889年（明治22年）4月1日 - 町村制施行に伴い、三輪野江村、上笹塚村、会野谷村、関新田村、吉屋村、鹿見塚（ししみづか）村、加藤村、半割村、飯島村、土場（どじょう）村、中井村、皿沼（さらぬま）村、小松川村、中島村および二ッ沼村が合併して北葛飾郡三輪野江村が成立[1]。
村名は、合併村の大村であった三輪野江村を採用した。大字は旧村名を継承し、役場は大字加藤に設置する。
- 1894年（明治27年）12月 - 三輪尋常小学校本校（大字土場）を第一三輪尋常小学校へ、同分校（大字中井）を第二三輪尋常小学校へ改称する。
- 1895年（明治28年）4月1日 - 平方新田および深井新田のうち、江戸川西岸にあった飛地が千葉県東葛飾郡新川村から本村に編入される[2]。
- 1896年（明治29年）9月12日 - 午前11時に深井新田先で、江戸川の堤防が決壊する（明治29年の東京大水害）。
- 1908年（明治41年）4月1日 - 第一三輪尋常小学校、第二三輪尋常小学校および深井新田尋常小学校を併合し、三輪野江尋常小学校とする。
- 1909年（明治42年）4月15日 - 三輪野江尋常小学校が高等科を併置し、三輪野江尋常高等小学校となる。
- 1941年（昭和16年）4月1日 - 三輪野江尋常高等小学校は、三輪野江国民学校となる。
- 1947年（昭和22年）4月1日 - 三輪野江国民学校は、三輪野江小学校となる。
- 1949年（昭和24年）11月10日 - 早稲田村との境界を変更する[3]。

- 1955年（昭和30年）3月1日 - 吉川町および旭村と合併して吉川町となる。